# 新しい靴を買わなくちゃ
『新しい靴を買わなくちゃ』（あたらしいくつをかわなくちゃ）は、2012年公開の北川悦吏子監督による日本映画である。フランス・パリを訪れたカメラマンの男性と、現地在住の日本人女性が出会い、共に過ごす3日間を描く恋愛映画。

## 企画・製作
かねてから親交のあった北川悦吏子、岩井俊二、中山美穂の3者間でパリを舞台にした映画の話があった。公開より5年ほど前からあった企画であったが、その間監督を務めた北川の疾病や、主演を務めた中山の他映画への出演などの理由により延期されていた。スケジュールの都合上、北川による監督作品『ハルフウェイ』が本作より先に制作、公開された。2009年には、物語の原型となるくらもちふさこによる漫画が雑誌『an・an』に掲載され、その3年後の2012年にオールパリロケにより撮影された。
北川と中山は、2001年に放送されたテレビドラマ『Love Story』以来、岩井とは1995年公開の映画『Love Letter』以来の顔合わせとなった。

## キャスト
勅使河原アオイ(てしがわら あおい)
演・ 中山美穂
パリ在住の編集者。日本人向けのフリーペーパーを作成している。
八神千(やがみ せん)
演・ 向井理
妹のスズメにパリに無理やり連れてこられたカメラマン。泥酔したアオイを介抱したり、突然パリ行きを立案したスズメについていくなど、何かと面倒見が良い。アオイにお守り兄さんとあだ名をつけられる。
八神鈴愛(やがみ すずめ)
演・ 桐谷美玲
センと一緒に大きな勝負をするためにパリにやって来た。ホテルを予約するのにウェルカム・フルーツで選んだり、ホテルの名前を書いた紙を持ったままセンと別れるなど気まぐれな面が多々ある。カンゴの恋人。
カンゴ 
演・ 綾野剛
パリに半年住んでいるアマの芸術家。スズメと付き合っている。
ジョアンヌ
演・アマンダ・プラマー
アオイの友人のフランス人。ドレスデザイナーをしている。制作したドレスをアオイに着てもらうために度々アオイの家を訪れている。

## スタッフ
- 監督・脚本・原作：北川悦吏子
- 総合プロデュース・撮影監督：岩井俊二
- 音楽監督：坂本龍一
- 音楽：コトリンゴ
- 撮影：神戸千木
- 美術：アレクサンドラ・ロジェック
- 装飾：オスカー・トレイナー
- 録音：宮武亜伊
- 照明：高田紹平
- 編集：北川悦吏子、岩井俊二、Anne Luc (陸慧安)、掛須秀一、渡辺直樹、後田良樹、今井大介、高橋歩
- 衣裳/スタイリスト：申谷弘美 、十川ヒロコ
- ヘアメイク：外丸愛 、長井沙也香
- OP写真：菱川勢一
- 技術協力：レスパスビジョン、ジェイ・フィルム、東映ラボ・テック、西華デジタルイメージ、小輝日文、映広Rawesome事業部、panavision alga techno、planning camera、sabbah communication、DCA、TSF
- 協賛：ELLE、そごう・西武、フランス観光開発機構
- 製作者：遠藤茂行、重村博文、木下直哉、岩井俊二、平城隆司、日達長夫 、服部洋、鈴木伸佳、高木Rosa裕、見城徹、小野田丈士
- プロデューサー：橘田寿宏
- 制作プロダクション：ロックウェルアイズ
- 制作協力：comme des cinemas
- 配給：東映
- 製作：「新しい靴を買わなくちゃ」製作委員会（東映、キングレコード、木下工務店、ロックウェルアイズ、テレビ朝日、東映ビデオ、電通、ビッグアップル、小椋事務所、ネイチャーラボ、幻冬舎、ホリ・エージェンシー）

## 関連書籍
- 原作本（幻冬舎）2012年7月20日発行
- オフィシャルブック（マガジンハウス）2012年9月20日発行